# Halk Bankası Spor Kulübü 2016-2017 (pallavolo maschile)
Questa voce raccoglie le informazioni riguardanti l'Halk Bankası Spor Kulübü nelle competizioni ufficiali della stagione 2016-2017.

## Organigramma societario
Area direttiva
- Presidente: Selahattin Süleymanoğlu

Area tecnica
- Allenatore: Slobodan Kovač
- Allenatore in seconda: Taner Atik
- Assistente allenatore: Erkan Toğan
- Scoutman: Burak Dirier

## Rosa
| N° | Nome                | Ruolo | Data di nascita   | Nazionalità sportiva |
| -- | ------------------- | ----- | ----------------- | -------------------- |
| 1  | Burutay Subaşı      | S     | 15 luglio 1990    | Turchia              |
| 2  | Mustafa Ramazanoğlu | P     | 5 maggio 1979     | Turchia              |
| 3  | Faik Güneş          | C     | 27 maggio 1993    | Turchia              |
| 5  | Hasan Yeşilbudak    | L     | 11 gennaio 1984   | Turchia              |
| 6  | Kemal Kayhan        | C     | 2 gennaio 1983    | Turchia              |
| 7  | Aleh Achrem         | S     | 12 marzo 1983     | Bielorussia          |
| 8  | Demián González     | P     | 21 febbraio 1983  | Argentina            |
| 8  | Erden Çevikel       | P     | 20 ottobre 1992   | Turchia              |
| 9  | Mohamed Al Hachdadi | O     | 2 febbraio 1991   | Marocco              |
| 9  | Dejan Vinčić        | P     | 15 settembre 1986 | Slovenia             |
| 10 | Emre Batur          | C     | 21 aprile 1988    | Turchia              |
| 11 | Dick Kooy           | S     | 3 dicembre 1987   | Italia               |
| 12 | Luiz Fonteles       | S     | 19 giugno 1984    | Brasile              |
| 13 | Sencer Ürer         | L     | 15 agosto 1996    | Turchia              |
| 14 | Ivan Miljković      | O     | 13 settembre 1979 | Serbia               |
| 15 | Resul Tekeli        | C     | 16 settembre 1986 | Turchia              |
| 16 | Abdullah Çam        | S     | 30 marzo 1997     | Turchia              |
| 17 | Caner Dengin        | L     | 15 dicembre 1987  | Turchia              |
| 18 | Berke Bıldırcın     | P     | 1º aprile 1996    | Turchia              |

## Statistiche

### Statistiche di squadra
| Competizione     | Punti | In casa | In casa | In casa | In trasferta | In trasferta | In trasferta | Totale | Totale | Totale |
| Competizione     | Punti | G       | V       | P       | G            | V            | P            | G      | V      | P      |
| ---------------- | ----- | ------- | ------- | ------- | ------------ | ------------ | ------------ | ------ | ------ | ------ |
| Efeler Ligi      | 49,31 | 16      | 15      | 1       | 15           | 8            | 7            | 31     | 23     | 8      |
| Coppa di Turchia | -     | 1       | 0       | 1       | 1            | 1            | 0            | 5      | 3      | 2      |
| Champions League | 2     | 3       | 1       | 2       | 3            | 3            | 0            | 6      | 1      | 5      |
| Totale           | -     | 20      | 16      | 4       | 19           | 12           | 7            | 42     | 27     | 15     |

G = partite giocate; V = partite vinte; P = partite perse

### Statistiche dei giocatori
| Giocatore      | Efeler Ligi | Efeler Ligi | Efeler Ligi | Efeler Ligi | Efeler Ligi | Coppa di Turchia | Coppa di Turchia | Coppa di Turchia | Coppa di Turchia | Coppa di Turchia | Champions League | Champions League | Champions League | Champions League | Champions League | Totale | Totale | Totale | Totale | Totale |
| Giocatore      | P           | PT          | AV          | MV          | BV          | P                | PT               | AV               | MV               | BV               | P                | PT               | AV               | MV               | BV               | P      | PT     | AV     | MV     | BV     |
| -------------- | ----------- | ----------- | ----------- | ----------- | ----------- | ---------------- | ---------------- | ---------------- | ---------------- | ---------------- | ---------------- | ---------------- | ---------------- | ---------------- | ---------------- | ------ | ------ | ------ | ------ | ------ |
| A. Achrem      | 10          | 51          | 42          | 5           | 4           | 4                | 14               | 13               | 1                | 0                | 3                | 11               | 10               | 1                | 0                | 17     | 76     | 65     | 7      | 4      |
| M. Al Hachdadi | 4           | 59          | 52          | 5           | 2           | -                | -                | -                | -                | -                | -                | -                | -                | -                | -                | 4      | 59     | 52     | 5      | 2      |
| E. Batur       | 19          | 103         | 55          | 35          | 13          | 5                | 21               | 10               | 9                | 2                | 5                | 25               | 14               | 11               | 0                | 29     | 149    | 79     | 55     | 15     |
| B. Bıldırcın   | 0           | 0           | 0           | 0           | 0           | 0                | 0                | 0                | 0                | 0                | 0                | 0                | 0                | 0                | 0                | 0      | 0      | 0      | 0      | 0      |
| A. Çam         | 12          | 5           | 4           | 0           | 1           | 2                | 0                | 0                | 0                | 0                | 3                | 1                | 1                | 0                | 0                | 17     | 6      | 5      | 0      | 1      |
| E. Çevikel     | 1           | 0           | 0           | 0           | 0           | 2                | 1                | 0                | 0                | 1                | 0                | 0                | 0                | 0                | 0                | 3      | 1      | 0      | 0      | 1      |
| C. Dengin      | 29          | 0           | 0           | 0           | 0           | 3                | 0                | 0                | 0                | 0                | 3                | 1                | 0                | 1                | 0                | 35     | 1      | 0      | 1      | 0      |
| L. Fonteles    | 24          | 217         | 178         | 21          | 18          | 0                | 0                | 0                | 0                | 0                | 5                | 47               | 42               | 2                | 3                | 29     | 264    | 220    | 23     | 21     |
| D. González    | 4           | 3           | 1           | 1           | 1           | -                | -                | -                | -                | -                | -                | -                | -                | -                | -                | 4      | 3      | 1      | 1      | 1      |
| F. Güneş       | 29          | 212         | 124         | 72          | 16          | 3                | 17               | 10               | 5                | 2                | 6                | 28               | 17               | 10               | 1                | 38     | 257    | 151    | 87     | 19     |
| K. Kayhan      | 23          | 53          | 34          | 11          | 8           | 4                | 13               | 9                | 4                | 0                | 5                | 8                | 4                | 3                | 1                | 32     | 74     | 47     | 18     | 9      |
| D. Kooy        | 24          | 319         | 269         | 30          | 20          | 4                | 58               | 49               | 4                | 5                | 5                | 57               | 50               | 3                | 4                | 33     | 434    | 368    | 37     | 29     |
| I. Miljković   | 28          | 416         | 356         | 32          | 28          | 5                | 83               | 73               | 4                | 6                | 6                | 85               | 82               | 3                | 0                | 39     | 584    | 511    | 39     | 34     |
| M. Ramazanoğlu | 27          | 33          | 13          | 14          | 6           | 5                | 12               | 4                | 4                | 4                | 6                | 2                | 2                | 0                | 0                | 38     | 47     | 19     | 18     | 10     |
| B. Subaşı      | 29          | 432         | 342         | 40          | 50          | 5                | 79               | 57               | 10               | 12               | 5                | 63               | 49               | 8                | 6                | 39     | 574    | 448    | 58     | 68     |
| R. Tekeli      | 11          | 72          | 56          | 12          | 4           | 0                | 0                | 0                | 0                | 0                | 2                | 8                | 7                | 1                | 0                | 13     | 80     | 63     | 13     | 4      |
| S. Ürer        | 1           | 1           | 1           | 0           | 0           | -                | -                | -                | -                | -                | -                | -                | -                | -                | -                | 1      | 1      | 1      | 0      | 0      |
| D. Vinčić      | 17          | 35          | 13          | 19          | 3           | 3                | 7                | 5                | 2                | 0                | 4                | 9                | 5                | 4                | 0                | 24     | 51     | 23     | 25     | 3      |
| H. Yeşilbudak  | 29          | 0           | 0           | 0           | 0           | 5                | 1                | 1                | 0                | 0                | 6                | 1                | 0                | 1                | 0                | 40     | 2      | 1      | 1      | 0      |

P = presenze; PT = punti totali; AV = attacchi vincenti; MV = muri vincenti; BV = battute vincenti